# A zori zdes tíkhie
A zori zdes tíkhie (en rus: А зо́ри здесь ти́хие, traducció literal: "Els matins són tranquils aquí") és un drama bèl·lic del 1972 dirigit per Stanislav Rostotski. La pel·lícula va competir per l'Oscar a la millor pel·lícula de parla no anglesa a la gala del 1973, però no va guanyar el premi.

## Argument
Durant la Segona Guerra Mundial, una tropa femenina de soldats és assignada al sergent Vaskov, que té per missió defensar la posició d'una unitat d'artilleria antiaèrea ubicada a la regió de Carèlia, molt allunyada del front de batalla.
Propiciada per la tranquil·la atmosfera que regeix el post militar, entre el superior i les seves soldats neix una distesa i amistosa relació molt allunyada del to sever i rígid propi d'una unitat militar. Aquest calmat clima es veu però enterbolit per un atac aeri en el qual la inexperta unitat femenina aconsegueix abatre un avió enemic. Això no obstant, la presència alemanya no ha fet més que començar tal com ben aviat confirma la descoberta de dos paracaigudistes a un bosc proper.
El sergent Vaskov tria cinc soldats i l'esquadró marxa fent drecera pels espessos aiguamolls per tal d'avançar-se a l'enemic. Això no obstant, quan sorprenen als alemanys s'adonen que no són només dos sinó tota una patrulla formada per setze soldats armats fins a les dents. La desbordada tropa de Vaskov intenta despistar l'enemic mentre una soldat és enviada al campament per tal de buscar reforços. Això no obstant, aquests reforços no arribaran mai perquè la inexperta soldat mor ofegada mentre intentava creuar els aiguamolls. La feble unitat de Vaskov es veu així exposada a una desigual lluita en la qual les inocents soldats van perdent la vida una rere l'altra. Només Vaskov aconseguirà sobreviure a l'èpica i heroica gesta en la qual el sergent aconsegueix desarticular la superior unitat alemanya de paracaigudistes.
Passada una vintena d'anys, Vaskov retorna a l'escena dels fets acompanyat del fill adoptat d'una de les soldats. Una placa commemorativa s'encarregarà d'immortalitzar la memòria de les valentes combatents.

## Repartiment
- Andrei Martínov: Sergent Vaskov
- Olga Ostroümova: Jénia Komelkova
- Irina Xevtxuk: Rita Ossiànina
- Irina Dolgànova: Sónia Gúrvitx
- Ielena Drapeko: Liza Brítxkina
- Iekaterina Màrkova: Galina Txetvertak
- Liudmila Zàitseva: Sots-sergent Kiriànova
- Al·la Mesxeriakova: Maria Nikíforovna

## Premis i nominacions
- 1972: Premi commemoratiu al Festival Internacional de Cinema de Venècia.
- 1973: Nominació a l'Oscar a la millor pel·lícula de parla no anglesa.[2]